# سوماکا
سوماکا (Société marocaine de constructions automobiles) شرکت خودروسازی مراکشی است، که در سال ۱۹۵۹ تأسیس شد.